# Eiki Takahashi
Eiki Takahashi (japanisch 高橋 英輝 Takahashi Eiki; * 29. November 1992 in Hanamaki, Präfektur Iwate) ist ein japanischer Geher.

## Sportliche Laufbahn
Eiki Takahashi tritt seit 2011 in Wettkämpfen als Geher an. 2013 belegte er den vierten Platz bei den Japanischen Meisterschaften über die 20-km-Distanz. Über diese trat er im Juli auch zur Universiade in Kasan an, bei der er mit einer Zeit von 1:25:19 h den neunten Platz belegte. 2014 gewann er mit neuer Bestzeit von 1:18:41 h die Silbermedaille bei den Japanischen Meisterschaften. Im September trat er in Incheon bei den Asienspielen an, bei denen er den siebten Platz belegte. 2015 wurde Takahashi mit Bestzeit von 1:18:03 h erstmals Japanischer Meister und qualifizierte sich mit dieser Zeit, die einen Nationalrekord für Japan darstellte, für die Weltmeisterschaften in Peking. Dort kam er allerdings nicht über eine Zeit von 1:28:30 h hinaus und belegte im Ziel den 47. Platz. Im Dezember stellte er zwischenzeitlich mit einer Zeit von 38:01:49 min einen neuen Asienrekord im 10-km-Bahnengehen auf. 2016 gelang es Takahashi seinen Meistertitel erfolgreich zu verteidigen. Im August trat er bei den Olympischen Sommerspielen in Rio de Janeiro an, zu denen er als Jahresweltbester als Hoffnungsträger seines Heimatlandes anreiste, nachdem Weltrekordhalter Yūsuke Suzuki aufgrund einer Verletzung nicht antreten konnte. Ähnlich wie ein Jahr zuvor in Peking kam er im entscheidenden Wettkampf nicht in die Nähe seiner Bestzeit und landete am Ende auf dem 42. Platz.
2017 siegte Takahashi zum dritten Mal in Folge bei den Japanischen Meisterschaften. Im August nahm er in London an seinen zweiten Weltmeisterschaften teil, bei denen er diesmal den 14. Platz belegte. Auch 2018 und 2019 gewann er jeweils die nationalen Meistertitel. 2018 stellte er bei den Japanischen Meisterschaften seine persönliche Bestleistung von 1:17:26 h auf und trat zudem zum zweiten Mal bei den Asienspielen an, bei denen er Fünfter wurde. 2019 gelang es ihm mit dem zehnten Platz bei den Weltmeisterschaften in Doha erneut seine Ergebnisse bei Weltmeisterschaften zu steigern. 2020 konnte Takahashi erstmals seit 2015 nicht Japanischer Meister werden; er gewann stattdessen Bronze. Mitte November stellte er mit einer Zeit von 37:25,21 min einen neuen Nationalrekord über 10 km auf. 2021 trat er in der Heimat bei seinen zweiten Olympischen Sommerspielen an. Während seine Landsleute Silber und Bronze gewinnen konnte, kam Takahashi nicht über Platz 32 hinaus. Ein Jahr später nahm er in den USA an seinen insgesamt vierten Weltmeisterschaften teil, kam allerdings auch dort nicht über Platz 29 hinaus. 2023 trat er auch bei den nächsten Weltmeisterschaften in Budapest an. Diesmal belegte er den 21. Platz.

## Wichtige Wettbewerbe
| Jahr              | Veranstaltung           | Ort               | Platz             | Disziplin         | Zeit              |
| Startet für Japan | Startet für Japan       | Startet für Japan | Startet für Japan | Startet für Japan | Startet für Japan |
| ----------------- | ----------------------- | ----------------- | ----------------- | ----------------- | ----------------- |
| 2013              | Universiade             | Kasan             | 9.                | 20 km Gehen       | 1:25:19 h         |
| 2014              | Asienspiele             | Incheon           | 7.                | 20 km Gehen       | 1:24:04 h         |
| 2015              | Weltmeisterschaften     | Peking            | 47.               | 20 km Gehen       | 1:28:30 h         |
| 2016              | Olympische Sommerspiele | Rio de Janeiro    | 42.               | 20 km Gehen       | 1:24:59 h         |
| 2017              | Weltmeisterschaften     | London            | 14.               | 20 km Gehen       | 1:20:36 h         |
| 2018              | Asienspiele             | Jakarta           | 5.                | 20 km Gehen       | 1:27:31 h         |
| 2019              | Weltmeisterschaften     | Doha              | 10.               | 20 km Gehen       | 1:30:04 h         |
| 2021              | Olympische Spiele       | Tokio             | 32.               | 20 km Gehen       | 1:27:29 h         |
| 2022              | Weltmeisterschaften     | Eugene            | 29.               | 20 km Gehen       | 1:29:46 h         |
| 2023              | Weltmeisterschaften     | Budapest          | 21.               | 20 km Gehen       | 1:20:25 h         |

## Persönliche Bestleistungen
Freiluft
- 5-km-Gehen: 18:37,60 min, 12. Juli 2015, Kitami
- 10-km-Gehen: 37:25,21 min, 14. November 2020, Inzai, (japanischer Rekord)
- 20-km-Gehen: 1:17:26 h, 18. Februar 2018, Kobe